# گرونووو البلانسکیه
گرونووو البلانسکیه (به لهستانی:  Gronowo Elbląskie) یک روستا در لهستان است که در گمینا گرونووو البلانسکیه واقع شده‌است. گرونووو البلانسکیه  ۱٬۶۰۰ نفر جمعیت دارد.